# Populus balsamifera
Il pioppo balsamico (Populus balsamifera L., 1753) è una pianta della famiglia delle Salicacee.

## Descrizione
Possiede una corteccia liscia e grigia, germogli resinosi, profumati e vischiosi che si aprono per dare foglie finemente dentate a forma di cuore e amenti femminili che producono semi piccoli ricoperti da una peluria simile al cotone.

## Distribuzione e habitat
Ha un areale neartico (Canada e Stati Uniti).

## Usi
Gli indiani d'america adoperavano la resina di questa pianta per curare piaghe della pelle e negli anni '70 un medico sovietico ebbe ottimi risultati e successo usando la resina per la cura delle piaghe da decubito, delle infezioni resistenti e dagli ascessi post operatori.